# Néstor Fabbri
Néstor Ariel Fabbri Tiscornia (Buenos Aires, 29 aprile 1968) è un ex calciatore argentino, di ruolo difensore.

## Carriera

### Club
Uscito dalle giovanili dell'All Boys e trasferitosi nel 1986 al Racing Club di Avellaneda, gioca con il club biancazzurro 169 partite, segnando 6 volte. Nel 1992 passa per una stagione al Lanús; dopo 16 partite si trasferisce ai colombiani dell'América de Cali. Nel 1993 torna al Lanús, dove gioca 30 partite segnando per 4 volte. Nel 1994 passa al Boca Juniors, dove rimane per quattro anni giocando 117 partite. Nel 1998 si trasferisce in Francia, al Nantes, dove gioca 116 partite fino al 2002, anno nel cui passa al Guingamp. Ha chiuso la carriera nel 2005 con la maglia dell'All Boys, la società in cui aveva iniziato.

### Nazionale
Con la nazionale argentina ha giocato 21 partite, partecipando tra gli altri al campionato del mondo 1990 in Italia e alla Coppa re Fahd 1995 in Arabia Saudita, competizioni entrambe chiuse dall'albiceleste al secondo posto.

## Palmarès

### Club

#### Competizioni nazionali
- Coppa di Francia: 2

Nantes: 1998-1999, 1999-2000
- Supercoppa francese: 2

Nantes: 1999, 2001
- Campionato francese: 1

Nantes: 2000-2001

#### Competizioni internazionali
- Supercoppa Sudamericana: 1

Racing Club: 1988
- Supercoppa Interamericana: 1

Racing Club: 1988

### Individuale
- Calciatore argentino dell'anno: 1

1987